# Siler City
Siler City és una població dels Estats Units al comtat de Chatham, a l'estat de Carolina del Nord. Segons el cens del 2000 tenia 6.966 habitants.

## Demografia
Segons el cens del 2000, Siler City tenia 6.966 habitants, 2.386 habitatges i 1.617 famílies. La densitat de població era de 547,8 habitants per km².
Dels 2.386 habitatges en un 33% hi vivien nens de menys de 18 anys, en un 45,3% hi vivien parelles casades, en un 15,1% dones solteres, i en un 32,2% no eren unitats familiars. En el 26% dels habitatges hi vivien persones soles el 12,9% de les quals corresponia a persones de 65 anys o més que vivien soles. El nombre mitjà de persones vivint en cada habitatge era de 2,86 i el nombre mitjà de persones que vivien en cada família era de 3,29.
Per edats la població es repartia de la següent manera: un 24,9% tenia menys de 18 anys, un 12,9% entre 18 i 24, un 32,2% entre 25 i 44, un 16,9% de 45 a 60 i un 13,2% 65 anys o més.
L'edat mediana era de 31 anys. Per cada 100 dones de 18 o més anys hi havia 103 homes.
La renda mediana per habitatge era de 33.651 $ i la renda mediana per família de 36.034 $. Els homes tenien una renda mediana de 21.010 $ mentre que les dones 18.570 $. La renda per capita de la població era de 13.947 $. Entorn del 10,2% de les famílies i el 14,7% de la població estaven per davall del llindar de pobresa.

## Poblacions més properes
El següent diagrama mostra les poblacions més properes.